# Baltasar de Piérola
Baltasar de Piérola fue un político peruano. 
Fue miembro del Congreso General Constituyente de 1827 por la provincia de Urubamba. Dicho congreso constituyente fue el que elaboró la segunda constitución política del país.